# Sovadina
Sovadina je vesnice, část města Bystřice pod Hostýnem v okrese Kroměříž. Nachází se asi 4 km na severozápad od Bystřice pod Hostýnem. Prochází zde silnice II/437. Je zde evidováno 56 adres. Trvale zde žije 130 obyvatel.
Sovadina je také název katastrálního území o rozloze 2,34 km2.

## Název
Jméno vesnice bylo odvozeno od osobního jména Sovada (ne zcela jasného původu) a jeho význam byl „Sovadova ves“.

## Obyvatelstvo

### Struktura
Vývoj počtu obyvatel za celou obec i za jeho jednotlivé části uvádí tabulka níže, ve které se zobrazuje i příslušnost jednotlivých částí k obci či následné odtržení.
| Místní části   | Místní části  | 1869 | 1880 | 1890 | 1900 | 1910 | 1921 | 1930 | 1950 | 1961 | 1970 | 1980 | 1991 | 2001 | 2011 |
| -------------- | ------------- | ---- | ---- | ---- | ---- | ---- | ---- | ---- | ---- | ---- | ---- | ---- | ---- | ---- | ---- |
| Počet obyvatel | část Sovadina | 191  | 200  | 233  | 248  | 272  | 264  | 243  | 223  | 220  | 188  | 153  | 99   | 130  | 129  |
| Počet domů     | část Sovadina | 33   | 34   | 40   | 43   | 43   | 44   | 48   | 51   | 49   | 48   | 45   | 52   | 53   | 54   |